# Wolorega
Wolorega is een bestuurslaag in het regentschap Sikka van de provincie Oost-Nusa Tenggara, Indonesië. Wolorega telt 1559 inwoners (volkstelling 2010).